# 예념미타도량참법 권1~10
예념미타도량참법 권1~10(禮念彌陁道塲懺法 卷一~十)은 서울특별시 노원구 중계동 정암사에 있는 조선시대의 불경이다. 2011년 11월 24일 서울특별시의 유형문화재 제322호로 지정되었다.

## 지정 사유
참법이란 경전을 읽으면서 죄를 참회하는 불교 의식을 말하며, 미타참법이란 서방 극락정토의 아미타불을 대상으로 하는 참법을 말하는데 우리나라에서는 삼국시대부터 크게 성행하였다. 이 책은 나무판에 내용을 새긴 다음 닥종이에 찍은 것으로 권1에서 권5까지를 1책으로, 권6에서 권10까지를 1책으로 묶었다.

## 조사보고서
예념미타도량참법은 아미타불을 정성껏 예배함으로써 극락왕생을 염원하는 의식을 수록한 책으로 중국 금나라의 거사 왕자성(王子成)이 엮은 것이다.
전 10권 2책으로 권1-5(제1책), 권6-10(제2책)으로 구성되어 있다. 인경 당시 시주자는 중간 서문 뒤의 “인경시주각휘비구위 현비류씨영가(印經施主覺輝比丘爲 顯妣柳氏靈駕)” 등의 기록으로 알 수 있으며, 이와 같은 기록은 제1책에 한 곳, 제2책에 두 곳에 묵서되어 있다.
이 책은 간행연도를 알 수 있는 발문 등의 기록은 없지만, 동종의 판본들과 서지인 형태를 비교해 보면, 1474년(성종 5)에 간행된 보물 제949호(국립중앙박물관 소장)와 형태적인 특징은 거의 동일함을 알 수 있으며, 난외에 각수의 이름이 새겨져 있다는 점이 다르다는 것을 알 수 있다. 각수(刻手) 이름이 새겨진 판본으로 간년이 확인되는 것으로는 1503년경에 간행된 직지사 소장의 보물 제1241호(권6-10의 1책)가 있는데, 권미의 발문에 “弘治十六年癸亥暮春上澣直指寺老衲燈谷學祖七十二歲書于東廂〔홍치십육년계해모춘상한직지사노납등곡학조칠십이세서우동상〕"이라는 기록이 있어 1503년경에 간행된 사실을 알 수 있다.
이 책의 제1책 권미에는 인경(印經) 당시의 역할을 보여주는 “화주 육만, 별좌 봉은, 인장 유색 조옥(化主 六萬, 別座 奉恩, 印莊 有赜 照玉)” 등의 묵서가 있다. 그런데 고양시 원각사 소장본(동일한 판본으로 10권 2책 완질)에도 이와 유사한 묵서가 있는데, 제2책의 권미에는 “화주 육만, 별좌 봉은, 인장 유색(化主 六萬, 別座 奉恩, 印莊 有赜)”이라는 묵서가 그것이다.
따라서 이 책과 원각사 소장본은 거의 같은 시기에 동일한 인물에 의하여 인경된 사실을 알 수 있다. 그런데 양자 간의 내․외형적 상태로 볼 때 이 책이 원각사 소장본보다 먼저, 보다 구체적으로는 적게는 수년, 많게는 수 십 년 전에 인쇄된 것으로 추정된다.
원각사 소장본은 제2책 권미에 “乾隆三十二年丁亥五月日海印寺印來〔건륭삼십이년정해오월일해인사인래〕”라는 묵서가 남아 있어 이 책이 1767년 5월에 해인사에서 인쇄한 판본임을 알 수 있다. 그렇다면 이 책은 원각사 소장본 보다 이전인 18세기 중기 경에 인쇄된 것으로 추정할 수 있다.
《전국사찰소장목판집》에 따르면, 예념미타도량참법 목판은 해인사에 1종(총 111판)만이 완전하게 전한다. 그러나 해인사 목판은 정암사 소장본과 서지적인 형태가 다를 뿐 아니라 묵재(黙齋)가 1576년(만력 4)에 쓴 발문이 있는 것으로 보아 이판본(異版本)이다. 그러므로 정암사 소장본의 목판은 전하지 않는 것으로 판단된다.
위의 사실로 보아 정암사 소장본은 학조의 발문은 없으나 1503년(연산군 9)에 1474년(성종 5) 간본을 거듭 새긴 목판으로 18세기 중기에 후쇄한 책이라고 할 수 있다. 그리고 동일한 인경자들이 완성한 원각사 소장본에도 학조의 발문이 없기 때문에 정암사 소장본은 원래부터 학조의 발문이 없었던 것으로 판단된다.
결론적으로 이 책은 간행연도를 판단할 수 있는 발문 등의 기록이 없지만 동종의 판본들과 서지 상태를 비교해 본 결과 1503년경에 거듭 새긴 목판으로 18세기 중기에 후쇄한 판본임을 알 수 있으며 동일 판본이 고양 원각사 소장본(2책)과 동국대학교 도서관 소장본(1책) 정도만 전하는 등 전본이 매우 희귀하다는 점에서 서울특별시 유형문화재로 지정한다.

## 참고 자료
- 예념미타도량참법 권1~10 - 국가유산청 국가유산포털